# Arnold Couchard
Arnold Couchard est un éditeur et écrivain belge francophone, né le 11 janvier 1942 à Polleur, province de Liège en Belgique.

## Biographie
Fils d'Arnold Couchard sénior (ingénieur et ancien directeur des marques automobiles Minerva et Impéria), Arnold Couchard suit des études en journalisme et en arts. Il mène une carrière dans l’édition et la publicité entre Paris et Bruxelles.
Parallèlement à son cheminement professionnel, il collabore avec la RTBF (plus de 150 émissions) édite plusieurs romans sentimentaux et d'aventure. Il traduit de nombreux ouvrages, notamment des romans de Barbara Cartland, des textes historiques et médicaux.
Depuis quelques années, revenu à Verviers dans sa région natale, il se consacre entièrement à l’écriture et au dessin. Il est le fondateur des Éditions Noctambules.
Il est aussi l’initiateur des séances collectives de dédicaces, Au rendez-vous des écrivains, qui réunissent à Verviers depuis 2005, des auteurs de la région. Il est également président de l'Asbl Les Bêtes à plumes, dont l'objet est la promotion des écrivains verviétois.
Arnold Couchard est l'auteur de plus de quinze romans et d'une quarantaine de nouvelles.

## Œuvres
(Non exhaustif)
Romans
- 2005 : VegAs de cœur, éditions Roman Perso.
- 2007 : L’autre côté de la mer, Irezumi.
- 2008 : Les sables noirs, éditions Noctambules.
- 2008 : Les jours d'avant la longue nuit, éditions Noctambules.
- 2009 : On ne sait pas ce que le passé nous réserve, éditions Noctambules.
- 2009 : Malgré la saison (sous le pseudo Mona Korak), éditions Noctambules.
- 2009 : Le syndrome du scorpion, éditions Noctambules.
- 2009 : Tout est clair, à présent, éditions Noctambules.
- 2010 : Restons dans l'ombre, éditions Noctambules.
- 2010 : Dérisoires supputations, éditions Noctambules.
- 2011 : Partis dans la nuit, éditions Noctambules.
- 2011 : Juste avant le brouillard, éditions Noctambules.
- 2012 : Ni aube ni crépuscule,  éditions Noctambules.
- 2013 : La ligne obscure - 1re partie : 1932,  éditions Noctambules.
- 2014 : Le petit garçon qui dormait au fond de l'étang, éditions Noctambules.
- 2016 : Le sang du cygne, roman, Éditions Noctambules
- 2017 : Un hiver si court, roman, Éditions Noctambules